# Lone Oak (Georgia)
Lone Oak – miasto w Stanach Zjednoczonych, w stanie Georgia, w hrabstwie Meriwether.